# Alexandr Dolgopolov
Alexandr Dolgopolov (em ucraniano: Олександр Олександрович Долгополов; Kiev, 7 de novembro de 1988) é um ex-tenista ucraniano. Jogou o circuito profissional de 2006 até 2021. No início de sua carreira era conhecido como Oleksandr Dolgopolov Jr. Foi um jogador conhecido pelo seu excepcional "dropshot".
Em 2011 foi às quartas-de-final do Australian Open, foi vice-campeão do ATP 250 do Brasil, semifinalista do ATP 500 de Acapulco. Obteve seu primeiro título de ATP de simples em Umag. Foi às oitavas do US Open, e às quartas-de-final do Masters 1000 de Shanghai. Com isto, entrou no top 20 mundial de simples. Em duplas, conquistou o Masters 1000 de Indian Wells em 2011.
Encerrou o ano de 2011 como o número 15 do mundo.
Em 2021, anunciou sua aposentadoria das quadras.

## Finais

### Simples

#### Títulos (1)
| #  | Data                | Torneio       | Tipo de quadra | Adversária na final | Placar        |
| 1. | 31 de Julho de 2011 | Umag, Croácia | Saibro         | Marin Čilić         | 6–4, 3–6, 6–3 |

#### Vice-campeonatos (2)
| #  | Data                    | Torneio                 | Tipo de quadra | Adversária na final | Placar      |
| 1. | 13 de Fevereiro de 2011 | Costa do Sauipe, Brasil | Saibro         | Nicolás Almagro     | 6–3, 7–6(3) |
| 2. | 8 de Janeiro de 2012    | Brisbane, Austrália     | Dura           | Andy Murray         | 6–1, 6–3    |